# Charles Domery
Charles Domery, também conhecido como Charles Domerz (c. 1778 — depois de 1800), foi um soldado polonês conhecido por ter um apetite anormal, que o levou a devorar gatos, ratos e a tentar devorar membros do corpo humano.
Servindo ao exército prussiano contra a França durante a Guerra da Primeira Coligação, ele constatou que as rações dos prussianos eram insuficientes, e desertou para o Exército Revolucionário Francês em troca de comida. Embora geralmente saudável, era vorazmente esfomeado durante seu tempo no exército francês e comia qualquer alimento disponível. Enquanto estacionado perto de Paris, foi registrado que ele tinha comido 174 gatos em apenas um ano e, embora não gostasse de legumes, comia de 4 a 5 libras (1,8 a 2,3 kg) de grama por dia caso não conseguisse encontrar outro alimento. Durante o serviço na fragata francesa Hoche, tentou comer a perna decepada de um membro da tripulação, atingido por um tiro de canhão, tendo outros membros da tripulação o impedido.
Em fevereiro de 1799, forças britânicas capturaram o Hoche e levaram seus tripulantes, incluindo Domery, a um campo de prisioneiros em Liverpool. O polonês surpreendeu os sequestradores com seu apetite insaciável. Na prisão, o soldado se alimentou de velas, gatos e ratos que entraram em sua cela. A polifagia de Domery chamou a atenção do The Commissioners for taking Care of Sick and Wounded Seamen and for the Care and Treatment of Prisoners of War, uma instituição responsável pelos serviços de saúde da Marinha Real Britânica no século XVIII. Eles decidiram então realizar experimentos médicos com o soldado para avaliar sua capacidade de alimentação e sua tolerância para comer coisas inusitadas. Em apenas um dia, os funcionários da organização lhe deram de comer vários quilogramas de carne crua de vaca, velas de sebo e quatro garrafas de porter. Após ingerir tudo isso, Domery não defecou, urinou, tampouco vomitou.

## Aparência e comportamento
Charles Domery (também conhecido como Charles Domerz) nasceu na cidade de Benche, Polônia, em 1778. A partir dos 13 anos, Domery começou a ter um apetite incomum. Tinha oito irmãos, todos com o mesmo problema. Em suas declarações, mencionou que seu pai costumava comer exageradamente e, geralmente, carne mal cozida, mas era muito jovem para se lembrar da quantidade. A única doença de que Domery tinha ciência em sua família foi um surto de varíola quando ele era jovem, do qual todos sobreviveram.
Apesar de sua dieta pouco usual e de seu comportamento na presença de comida, os médicos não constataram nada de anormal em seu organismo, tendo estatura alta (1,91 metros). O soldado tinha cabelos longos e castanhos, olhos cinzentos e pele lisa. Domery não mostrou nenhum problema mental e, embora fosse analfabeto, seus companheiros de tripulação e os médicos da prisão o classificaram como de inteligência normal. Ainda que ingerisse grandes quantidades de alimentos, ele vomitava apenas quando comia carne assada ou cozida. Sua pulsação era estável de 84 batimentos por minuto, sua temperatura corporal era constante, seus músculos mostravam uma formação regular, apesar de serem mais fracos que o normal, embora, quando estava no exército, andasse diariamente 14 léguas (cerca de 25 milhas ou 42 quilômetros) sem mostrar sinais de fraqueza ou mal-estar.
Outra observação médica foi seu sono: depois de ir para a cama, normalmente por volta das 20 horas, começava a suar em profusão. Após uma ou duas horas sem dormir e suando, ele caía no sono e despertava por volta de 1 hora, extremamente faminto, independentemente do que houvesse comido antes de ir para a cama. Nessa ocasião, alimentava-se exageradamente de qualquer alimento disponível ou, se nada houvesse para comer, fumava tabaco. Por volta das 2 horas, voltava a adormecer e despertava às 5 ou 6 horas suando bastante; assim que ele se levantava, a sudorese cessava, recomeçando quando ele comia.
| “ | Em um ano, [Domery] devorou 174 gatos vivos ou mortos. Ele se arrependia ao destruí-los, pois sentia os efeitos da tortura por qual passavam os animais em seu próprio rosto e mãos; às vezes, os matava antes de comer, mas se estivesse com muita fome, não fazia este favor. | ” |

## História

### Serviço militar

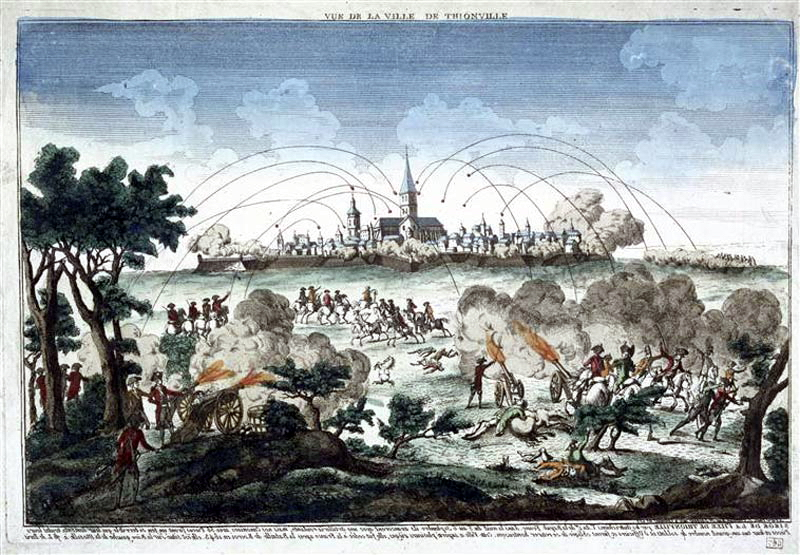
Cerco de Thionville em 5-6 de setembro de 1792. Litografia final do século XVIII.

Domery alistou-se no exército prussiano aos 13 anos e fez parte das tropas que cercaram Thionville, durante a guerra da Primeira Coligação. O exército prussiano sofria com racionamento de comida, o que, para o soldado, era inaceitável, de modo que entrou na cidade e se entregou ao comandante francês, que o recompensou com um grande melão. Domery o devorou imediatamente, inclusive a casca. Ele então ganhou do general francês uma grande variedade de outros alimentos, que ele comeu de pronto.
O polonês então se juntou ao exército revolucionário francês, assustando os demais soldados com seu apetite insaciável. Apesar de receber o dobro das porções oferecidas aos outros soldados e de usar seus pagamentos para comprar comida adicional sempre que possível, o jovem ainda sentia fome. Enquanto estava baseado em um acampamento do exército perto de Paris, durante um ano devorou 174 gatos e ingeriu diariamente 1,8 a 2,3 kg de grama quando não tinha mais nada para comer.
Preferia carne crua a cozida e seu "prato preferido" era fígado cru de boi, no entanto, comia qualquer coisa que lhe dessem. Enquanto estava em serviço a bordo da fragata francesa Hoche, um tiro de canhão amputou a perna de um marinheiro. Domery agarrou o membro amputado e começou a comê-lo, até que outro membro da tripulação tomou-lhe a perna e lançou-a ao mar.

### Captura

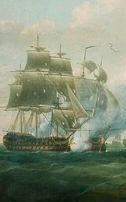
A fragata Hoche, na qual Domery foi capturado pelos britânicos.

Em outubro de 1798, uma esquadra da Marinha Real Britânica, liderada por John Borlase Warren, capturou a fragata Hoche na costa da Irlanda. Os tripulantes foram detidos e levados a um campo de prisioneiros, o Borough Gaol, que se localizava próximo a Liverpool. Os guardas britânicos se surpreenderam com o apetite de Domery e concordaram em lhe dar o dobro do que era fornecido aos demais presos; isto, porém, era insuficiente para saciar sua fome, com o que a quantidade de alimento foi sendo aumentada até chegar a ser equivalente à ração de dez homens por dia. Naquele tempo, as rações eram pagas pela nação em cujo exército os prisioneiros tinham servido. A ração padrão de um soldado francês consistia em 740 gramas de pão, 230 gramas de legumes, 57 gramas de manteiga ou 170 gramas de queijo.
Domery permaneceu faminto e há registro de que se alimentou de um gato que pertencia ao campo de prisioneiros e de pelo menos 20 ratos que entraram em sua cela. Também tomava os medicamentos dos prisioneiros que se recusavam a ingeri-los, sem aparentemente sofrer efeitos decorrentes disso e chegou a comer as velas de onde estava aprisionado. Além disso, quando acabava a cerveja, optava por tomar uma grande quantidade de água junto com a comida.

### Experimentos
O comandante da prisão comentou sobre o apetite insaciável de Domery para o The Commissioners for taking Care of Sick and Wounded Seamen and for the Care and Treatment of Prisoners of War, organismo responsável pelos serviços médicos da Armada Real e por zelar pelo bem-estar dos prisioneiros de guerra. O doutor J. Johnston, membro da instituição, junto com o doutor Cochrane, integrante do Colégio Real de Médicos de Edimburgo, realizaram experimentos para avaliar a capacidade de alimentação de Domery, assim como sua tolerância para comer coisas incomuns: às 4 horas da manhã de 17 de setembro de 1799, despertaram o polonês e lhe deram 1,8 quilograma de carne crua de vaca, a qual foi ingerida sem hesitação. Às 9 horas e 30 minutos, forneceram-lhe 2,3 quilogramas de carne crua, doze velas de sebo e uma garrafa de porter, os quais devorou inteiramente. Quase quatro horas depois, às treze horas, Domery comeu outra porção de 2,26 quilogramas de carne crua, 436 gramas de velas e três garrafas grandes de porter. No decorrer dos testes, não vomitou, urinou ou defecou, sua pulsação permaneceu estável e não apresentou mudança de temperatura corporal. Após voltar para o alojamento às 16 horas e 15 minutos, uma vez finalizado o experimento, foi descrito como "particularmente animado"; dançou, fumou seu cachimbo e bebeu outra garrafa de porter.
| “ | A avidez com que devora a carne, quando seu estômago não está empanturrado, se assemelha à voracidade de um lobo faminto arrancando e engolindo sua iguaria. Quando sua garganta está seca pelo exercício contínuo, ele arranca a gordura da vela entre seus dentes, o que faz em três dentadas, e envolvendo o pavio como uma bola, com corda e tudo, engolindo de uma vez. Se não há outra opção, é capaz de comer grandes quantidades de batatas ou nabos crus. Porém, por sua escolha, nunca provaria pães ou vegetais. | ” |

A causa do apetite de Domery é desconhecida. Apesar de existirem outros casos documentados de comportamentos similares naquela época, somente o soldado francês Tarrare (1772-1798) foi autopsiado. No mundo contemporâneo, não há casos extremos de polifagia como o do polonês. Sabe-se que o hipertireoidismo pode induzir um grande apetite e uma rápida perda de peso, e Bondeson (2006) especula que Domery possivelmente sofresse de danos na amígdala e núcleo ventromedial. Sabe-se que problemas na amígdala e no núcleo ventromedial podem induzir polifagia em animais.
Não existem informações sobre o que aconteceu com Domery após os experimentos médicos, assim como com os demais prisioneiros do Hoche após sua libertação, nem se sabe se o soldado retornou à França, à Polônia ou se continuou em Liverpool. Seu caso voltou a ser noticiado em 1852, quando Charles Dickens escreveu sobre Domery: "Agora, na minha opinião, um homem como este, jantando em público no palco do Drury Lane, atrairia mais que um ator de tragédias, que mastiga palavras sem substância em lugar de um bife saudável."

## Caso semelhante

### O caso de Tarrare
Tarrare foi um soldado francês que, de maneira semelhante a Domery, apresentava casos absurdos de alimentação. Seus pais não tinham condições para sustentá-lo, e ele fugiu de casa ainda adolescente. Posteriormente, viajou para Paris e ingressou ao exército revolucionário francês, em plena guerra da Primeira Coligação. Contudo, diferentemente do polonês, a Tarrare não lhe proporcionavam rações suficientes para satisfazer o seu apetite. Mais tarde, se hospitalizou e realizaram experimentos médicos com o paciente, da mesma forma que Domery.
Durante o teste, consumiu o equivalente a quinze almoços, além de devorar gatos vivos, serpentes, lagartos e cães pequenos. Tem-se conhecimento ainda que Tarrare comeu uma enguia viva e inteira, sem mastigar. Seu caso médico tinha várias semelhanças com o de Domery, principalmente no fato de que nenhum deles apresentou qualquer indício de doença mental. No entanto, Tarrare tinha uma estatura média, enquanto que Domery era muito alto.
No caso do polonês, não há informações sobre o que aconteceu após os experimentos. Tarrare decidiu se submeter a qualquer procedimento que erradicasse seu apetite voraz, portanto, foi tratado com láudano, pílulas de rapé, vinagre e ovo cozido. Todavia, nenhum deles funcionou e ele não conseguiu manter uma dieta equilibrada. Desesperado, o soldado francês chegou a beber sangue de outros pacientes do hospital e a devorar cadáveres que estavam no necrotério do edifício. Esse fato o levou a ser expulso da instituição médica; mais tarde, sofreu de tuberculose, morrendo em 1798.